# فلورنسيا مولينيرو
فلورنسيا مولينيرو (بالإسبانية: Florencia Molinero)‏ مواليد 28 نوفمبر 1988 في رافاييلا، هي لاعبة كرة مضرب أرجنتينية بدأت مسيرتها كمحترفة سنة 2004 تلعب باليد اليمنى. أعلى تصنيف لها في الفردي كان المركز الـ 170 في سنة 2012. أعلى تصنيف لها في الزوجي كان 134.

## روابط خارجية
- فلورنسيا مولينيرو على موقع رابطة محترفات التنس (الإنجليزية)
- فلورنسيا مولينيرو على موقع الاتحاد الدولي لكرة المضرب (الإنجليزية)
- فلورنسيا مولينيرو على موقع كأس بيلي جين كينغ (الإنجليزية)
- فلورنسيا مولينيرو على موقع خلاصة التنس.كوم (الإنجليزية)
- فلورنسيا مولينيرو على موقع إي إس بي إن.كوم (الإنجليزية)